# Eufrides před branami Tymén
Eufrides před branami Tymén je třetí komorní opera (miniopera) českého skladatele Josefa Berga napsaná na skladatelovo vlastní libreto v roce 1964. Poprvé ji nastudovalo brněnské Operní studio Janáčkovy akademie múzických umění v roce 1967 spolu se dvěma dalšími Bergovými minioperami, Odysseovým návratem a Evropskou turistikou, a předvedlo ji v Praze i v Brně; titulní roli zpíval Jaroslav Ulrych.

## Charakteristika
Tato divadelní hříčka má skutečně minimalistické obsazení; jediného zpěváka (tenor), který představuje hrdinu děje, smyšleného řeckého vojevůdce Eufrida, respektive sama sebe jako operního pěvce hrajícího tuto roli. Veškerý hudební doprovod obstarává jedna trubka, vedle vlastního hrdiny e na scéně objeví ještě kulisáci a mluvčí, který obecenstvu nabízí přednášku o opeře.
Eufrides před branami Tymén se zařazuje k Bergovým předchozím minioperám protiválečným námětem: "hrdinský" vojevůdce je představen jako pošetilec, jeho bažení po slávě je směšné stejně jako jeho představy o tom, jak získat milovanou ženu. Na rozdíl od Odysseova návratu i Evropské turistiky však zde má hlavní slovo absurdní humor a vystupuje zde i druhé téma: parodie na tradiční "hrdinskou" operu, na její rozmáchlost a afektovanost, ale také – v postavě "mluvčího" – na bezpodstatné muzikologické a hudebně-kritické žvanění. Podobnou, i když láskyplnější parodií je i následující Bergova opera, Snídaně na hradě Šlankenvaldě.

## Děj
Kratičká předehra uvádí tři "dějství", v podstatě tři nedlouhé scénické monology. Vojevůdce Eufrides spolu se svou armádou ("za scénou") obléhá již po několikáté město Tymény. Jeho monolog má dvě základní polohy: na jedné straně hlučné vojenské povely, vyhrožování vzpurnému městu s chvástání se vlastní vojenskou udatností a úspěchy, na druhé straně lyrické, koloraturní až melismatické vzdychání po milované Pirantě, která se nachází v obleženém městě. Tyto různé nálady vyjadřuje i trubkam někdy jako vojensky řízná polnice, někdy jako skutečný melodický nástroj. Eufrides nakonec jako vždy odchází s nepořízenou; Piranta ať za ním přijde sama, bude-li mít chuť.

## Inscenace
Mezi Bergovými minioperami je Eufrides před branami Tymén nejoblíbenější (protože inscenačně nejméně náročný). Po premiérovém uvedení byla pořízena i rozhlasová a gramofonová nahrávka. Roku 1971 uvedlo Eufrida Národní divadlo Brno na scéně v Redutě spolu s Evropskou turistikou a Bergovou poslední operou Johannes doktor Faust, a opět roku 1987 na scéně Janáčkova divadla v kombinaci s Veselohrou na mostě Bohuslava Martinů. Mezi tím proběhlo mj. uvedení v pražském Národním divadle, a to roku 1982 s Miroslavem Frydlewiczem v titulní roli, jako dosud jediné Bergovy opery; Eufrides byl při této příležitosti kombinován se Slzami nože Bohuslava Martinů a s Pergolesiho Služkou paní. V roce 1997 jej uvedlo Národní divadlo moravskoslezské (režie Luděk Golat, opera byla předvedena na festivalu Janáčkovy Hukvaldy), v sezóně 2003/04 jej nastudovalo Studio Devítka Hudební fakulty JAMU (režie Rocc).
Supraphon roku 1967 pořídil a vydal nahrávku opery (mono 0 25 9845). Eufrida zpívá Jaroslav Ulrych, na trubku hraje Vlastimil Bialas, hudebně řídí Karel Nosek.